# 辨宗室录
《辨宗室录》，又称《辨宗录》、《后魏辨宗录》，是北魏宗室元晖业于北齐时期所撰写的有关北魏宗室世系的传纪，有四十卷和三十卷两种说法。
元晖业于北齐时期不与人交相往来，时常很悠闲，于是撰写北魏藩王的家世，号称《辨宗室录》，流行于世。魏收撰写《魏书》时，《辨宗室录》是其主要参考资料之一。
辨宗室录在隋唐时期仍然存在，但只剩两卷。